# Episodi di Siska (decima stagione)
| nº | Titolo originale        | Titolo italiano             | Prima TV Germania | Prima TV Italia  |
| -- | ----------------------- | --------------------------- | ----------------- | ---------------- |
| 1  | Schatten einer Frau     | Delitto in montagna         | 2007              | 4 gennaio 2009   |
| 2  | Requiem für einen Engel | Requiem per un angelo       | 2007              | 11 gennaio 2009  |
| 3  | Spiel im Schatten       | La vittima predestinata     | 2007              | 18 gennaio 2009  |
| 4  | Sei still und stirb     | La scuola insegna           | 2007              | 25 gennaio 2009  |
| 5  | Alibi für Tommi         | Alibi per Tommi             | 2007              | 1º febbraio 2009 |
| 6  | Der Tod in deinen Armen | La morte tra le tue braccia | 2007              | 8 febbraio 2009  |
| 7  | Der unbekannte Feind    | Il nemico sconosciuto       | 2007              | 15 febbraio 2009 |
| 8  | Keiner von uns dreien   | L'eredità                   | 2007              | 22 febbraio 2009 |